# Grupo Néctar
El Grupo Néctar fue una agrupación de cumbia peruana, fundada  en Buenos Aires (Argentina) en el año 1995; su primera grabación fue "Embriagame suavecito", tal y como se detalla más abajo en "Historia". Este grupo estuvo conformado desde sus inicios por Johnny Orosco (cantante), Ricardo "Papita" Hinostroza (congas), Enrique Orosco (bajista) y Juan Carlos Marchand "Calín" (batería). Su estilo de cumbia es costeña, con arreglos propios y ritmo bailable.

## Historia

### Comienzos y éxitos
Antes de la creación del grupo, en 1994, Jorge Carlos Orosco Torres —llamado mayormente por su sobrenombre Johnny– y Ricardo Hinostroza Jara  —más conocido en el ambiente musical como Papita— y otros músicos viajan a Buenos Aires para tocar en varios grupos, uno de ellos el más popular fue el grupo Ciclón; al ver que la situación se les complicaba continuar trabajando, algunos vuelven al Perú y otros permanecen en Argentina, entre los que se quedaron fueron Johnny, su hermano Enrique, Papita y Calín, ellos se fundaron el grupo Néctar, en Argentina.
Gracias al apoyo del productor musical argentino Roberto Morales, Néctar graba su primer material denominado Embriagame suavecito para lo cual firman un contrato en donde Orosco e Hinostroza, dueños del grupo Néctar asumieron el reto de producir y hacer presentaciones con la agrupación, en dicho material discográfico se resalta la canción  El baile de la cumbia, siendo considerado a través del tiempo como himno cumbiambero a nivel internacional.
Luego de grabar el material discográfico se mudan a Salta (Argentina) donde el grupo no tuvo aceptación y luego de aproximadamente 10 meses, Johnny Orosco optó por regresar al Perú, por cuestiones personales. Ricardo Hinostroza decide seguir con el grupo; y gracias a los contratos que consiguió su mánager, Néctar viaja a Bolivia para presentarse, para lo cual tuvo que llamar a un nuevo vocalista, bajo esas circunstancias que se convoca a Livio Damian Pereyra, joven natural de Salta, que logra interesar a la disquera boliviana Santa Fe Records y se logra editar el CD del grupo Néctar. Con esta nuevo perfil, el grupo Néctar empieza a generar sensación en dicho país: su tema El baile de la cumbia se convirtió en número uno en Bolivia, siendo el conjunto musical extranjero más querido e importante, llegando a tener miles de seguidores por todo el territorio boliviano en poco tiempo, siendo así un fenómeno musical.
En ese mismo año Livio decide retirarse de la agrupación, quedando Johnny como único vocalista, aun así Néctar ya sonaba en algunas ciudades del Perú, como Juliaca, Puno y Arequipa. En ese mismo año viajan a Buenos Aires, Johnny Orosco y Ricardo Hinostroza para grabar el segundo CD de Néctar Los reyes de la cumbia donde destaca el tema, El arbolito, convirtiéndose en otro éxito cumbiambero.
Junto con Orosco, Hinostroza y demás integrantes tienen contrato en Perú, llegando a su momento más destacado en el 2000, gracias a la difusión del tema El arbolito, que se ubicó en el Perú en los primeros lugares del ranking radial a nivel nacional y considerado un himno exclusivo de esta agrupación musical.
Y en el 2001 Rosita Producciones, otra disquera nacional edita un nuevo CD, destacando la canción Pecadora, compuesta por Carlos Rincón Ruiz, logrando otro éxito del grupo. 
Esta gran repercusión, los llevó a realizar una serie de presentaciones en el extranjero, invitados por las comunidades peruanas de dichos países en Sudamérica, así como también en Estados Unidos, Francia, España e Italia.

### Premio y reconocimiento
En 1998 en una presentación musical en el Coliseo Cerrado de La Paz Bolivia, siendo transmitido en la televisión local, el Grupo Néctar recibió, de parte de la Disquera Musical "Santa Fe Récords", el premio del Disco de Oro y Doble Platino por ser el grupo de cumbia más exitoso de la era. A nivel internacional y reconocido como el mejor conjunto extranjero de los últimos tiempos.

### Accidente del 13 de mayo de 2007
En la madrugada del domingo 13 de mayo del 2007, los integrantes de la banda, sus representantes y el conductor del bus fallecieron en un accidente en la autopista 25 de Mayo, en el barrio San Cristóbal de la ciudad de Buenos Aires, que dejó en total trece víctimas fatales. Entre los fallecidos se encontraban, además de los músicos, la empresaria Myriam Orillo y su socia Lidia. El chofer en este caso era Juan Murillo, quien fue en busca del grupo por falta de movilidad, ya que justamente tenía que presentarse el grupo en su local de la ciudad de La Plata, "salsodromo El Rey".
El grupo Néctar se había presentado en la discoteca (boliche) "Mágico Boliviano", ubicada en el barrio de Liniers, donde la colonia peruana había asistido para celebrar el Día de la Madre. Después se dirigieron a La Plata para cumplir con otro compromiso en la discoteca "El Rey de la Sabrosura", cuando ocurrió el accidente.
En ese lapso algunos artistas nacionales grabaron un videoclip en homenaje al grupo Néctar, bajo la dirección de Apdayc, lamentando lo ocurrido mientras que otros grupos le rendían tributo en sus presentaciones.
Los restos mortales de todos los fallecidos fueron repatriados al Perú, luego de casi dos meses del accidente e inmediatamente fueron llevados a cada uno de sus domicilios para ser velados por sus familiares. Luego del velatorio en sus domicilios recibieron el homenaje público y condecoración por Servicios Distinguidos, entregada por el presidente de la república, Alan García, en la Plaza de Acho, para luego ser sepultados en el Cementerio de Huachipa, el domingo 8 de julio de 2007.

### Relanzamiento 2.ª etapa. Los hijos del Grupo Néctar
Luego del trágico accidente que sufrieron en Buenos Aires, el 11 de julio de 2007 Deyvis Orosco, el hijo de Johnny Orosco, y Martin Hinostroza, el hijo de Ricardo Hinostroza relanzaron el nuevo grupo "Néctar" con nuevos integrantes, incluyendo en parte algunos hijos y o familiares de los músicos fallecidos así como también a músicos que fueron compañeros en el grupo en años anteriores.
El relanzamiento de la agrupación se desarrolló en el Estadio Nacional de Lima, bajo el respaldo de Apdayc, con una asistencia de 12 mil personas en dicho concierto, el evento fue denominado "Unidos por Néctar", evento de homenaje en memoria de la popular banda de música cumbiambera fallecida en Argentina. En ello desfilaron por el escenario artistas nacionales como Los Gigantes de la Cumbia, Los Mirlos, el panameño Basilio, Jean Paul Strauss, Alicia Delgado, Los Doltons, Rosy War, Alma Bella y el grupo Río, así como también las actuaciones de Bartola, Los Ilusionistas, Julio Andrade, William Luna, La Progresiva del Callao, Antonio Cartagena, Los Mojarras, Amén, Guinda, Marina Yafarc, Tony Rosado, Centella.

## Propiedad intelectual sobre la marca Néctar
Desde el mes de septiembre del 2007 Deyvis Orosco y Martín Hinostroza disputaban sobre el tema de la marca, ya que Néctar tuvo dos directores legítimos: Ricardo "Papita" Hinostroza, desde sus inicios, y Johnny Orosco en los últimos años. INDECOPI registró la marca en el Perú, tiempo después se logró obtener el registro de la misma asimismo en Bolivia. Luego de una serie de procesos legales se determinó de que la marca Néctar pertenecen a Deyvis Orosco y a Martín Hinostroza respectivamente, aclarándose en una conferencia de prensa en Lima en febrero de 2015.
Finalmente ambos hijos decidieron continuar con la agrupación de manera independiente, donde llevaron a cabo giras musicales en todo el territorio peruano y luego se continúa por varios países de Sudamérica, entre ellos Argentina, Bolivia, Chile, Colombia, Brasil, Estados Unidos hasta la actualidad.

## Legado de sus integrantes
Las autoridades argentinas han confirmado que el suceso se trató de un accidente de tránsito. Un múltiple choque, que originó en fatal desenlace en la camioneta rural "combi" en la que iba el grupo. Este auto lo conducía el señor Juan Alberto Murillo. No obstante se especulaba que fue una mafia la que perseguía al grupo, pero, los presentes en el accidente afirman que aquellos murieron en el auto por exceso de velocidad. Sin embargo, aún, personas allegadas al grupo mantienen serias dudas sobre dicho accidente.
- Un acercamiento a la trayectoria del grupo y una especie de biografía no oficial del exlíder del grupo, Johnny Orosco pudo apreciarse en la miniserie Néctar en el cielo, transmitida por el canal de televisión peruano Frecuencia Latina, a finales del año 2007, donde fue personificado por Christian Domínguez, excantante de la boy band Joven Sensación, actor de miniseries e integrante del grupo musical Gran Orquesta Internacional.[11][12]

- El 13 de mayo de 2008, en el Perú, se conmemoró el primer aniversario del fallecimiento de Johnny Orosco y el Grupo Néctar donde cientos de seguidores y con la presencia de su viuda, Eva Atanacio, y su hijo, Deyvis Orosco, recordaron al grupo musical a través de una misa oficiada en la capilla del camposanto de Huachipa, en Lima, Perú, luego, Deyvis se acercó a los nichos de los músicos del grupo, ubicados en el mismo cementerio.

- El jueves 15 de mayo de 2008, en Buenos Aires, Argentina, se realizó una misa en honor a los integrantes del grupo musical en la Iglesia Piedad, donde estuvieron presentes los seguidores del grupo, el hijo de Johnny Orosco, Deyvis Orosco, la embajadora del Perú en Argentina, Judith de la Matta, el abogado de la familia Orosco, la cuadrilla de cargadores del Señor de los Milagros en Argentina, y algunos de los nuevos integrantes del grupo: Se recordó así un año del fallecimiento del grupo musical, luego, el hijo de Johnny Orosco, estuvo en la discoteca Mágico Boliviano, lugar donde el Grupo Néctar ofreció su último concierto antes del accidente del 13 de mayo.

## Integrantes originales
- Ricardo "Papita" Hinostroza (fundador, director y tumba) 1951-2007
- Johnny Orosco "Tío" (fundador, director y vocalista) 1970-2007
- Enrique Orosco "Kike" (bajista) 1966-2007
- Juan Carlos "Calin" Marchand (batería) 1973-2007
- Pascual "Kiko" Rayme Canahuire (tecladista) 1966-2007
- Pedro Pablo "Perico" García (animador) 1947-2007
- Daniel Cahuana Pacotaype (primera guitarra) 1970-2007
- Miguel Porras Ortiz "Chimbote" (timbales, nuevo en el grupo) 1963-2007
- Julio Gómez (bongó) *
- Julio Caycho (segunda voz) *
- Ricardo Valles "Kibe" *
- Rafael Ramón Loayza "Chispita" *

Estos cuatro últimos fueron sobrevivientes del accidente, que no viajaban con el grupo por su estancia en Lima por motivos de fuerza mayor.

## Discografía
- 1997: Embriágame suavecito — LEADER MUSIC
- 1998: Los Reyes de la Cumbia — SANTA FE RÉCORDS
- 1999: La magia de Néctar — COPACABANA INTERNACIONAL
- 2000: Solo Éxitos — ROSITA PRODUCCIONES
- 2001: Cariñosa — CASS
- 2002: Grandes Éxitos
- 2006: El mujeriego — D&P PRODUCCIONES
- 2007: Homenaje al Grupo Néctar
- 2015: Tú vives equivocada — GLOBAL MUSIC
- 2015: Grupo Néctar en vivo